# Władysław Pabisz
Władysław Pabisz (ur. 5 stycznia 1931 w Nowym Sączu, zm. 11 marca 2007 w Krynicy-Zdroju) – polski hokeista, olimpijczyk.
Bramkarz reprezentacji Polski oraz KTH Krynica, OWKS Lublinianka i Podhala Nowy Targ. Trzykrotny wicemistrz Polski w 1953, 1963, 1964.

## Kariera klubowa
- KTH Krynica (1946–1950)
- OWKS Lublinianka (1950–1953)
- KTH Krynica (1953–1958)
- Podhale Nowy Targ (1958–1964)
- KTH Krynica (1964–1967)

## Kariera reprezentacyjna
W reprezentacji Polski w latach 1955–1964 rozegrał 54 mecze. Dwukrotnie wystąpił w Igrzyskach Olimpijskich w Cortina d’Ampezzo w 1956 oraz Innsbrucku w 1964. Trzy razy zagrał w turniejach o mistrzostwo świata: 1957, 1959, 1961. Na mistrzostwach świata w Moskwie w 1957 został wybrany najlepszym bramkarzem turnieju.

## Sukcesy
- Wicemistrzostwo Polski 1953 z KTH Krynica, 1963 i 1964 z Podhalem Nowy Targ